# منطقه ازرع
منطقه ازرع (عربی: منطقة ازرع) منطقه‌ای در استان درعا، سوریه است. در سرشماری سال ۲۰۰۴ جمعیت آن ۲۴۶٬۸۰۴ تن برآورد شد.